# 사이클론
사이클론(cyclone)이란 북반구에서 반시계 방향, 남반구에서는 시계 방향으로 회전하는 거대한 기단이자 강력한 열대성 저기압의 총칭이다. 고기압은 안티사이클론이라고도 한다. 좁은 의미로, 인도양 북부, 인도양 남부, 태평양 남부에서 발생하는 강한 열대성 저기압을 의미하기도 한다. 동남아시아(북서태평양)의 태풍, 북대서양과 카리브해, 북동태평양의 허리케인과 성질이 같다.

## 설명
기상학에서 사이클론은 위에서 볼 때 북반구에서는 시계 반대 방향, 남반구에서는 시계 방향(고기압의 반대 방향)으로 대기압이 낮은 강한 중심 주위를 회전하는 큰 기단이다. 사이클론은 저기압 영역을 중심으로 회전하는 내부 나선형 바람이 특징이다. 가장 큰 저기압 시스템은 가장 큰 규모(종관 규모)의 극 소용돌이와 온대 저기압이다. 열대 저기압과 아열대 저기압과 같은 따뜻한 중심 저기압도 종관 규모 내에 있다. 메조사이클론, 토네이도 및 먼지 악마는 더 작은 중규모 내에 있다. 상부 저기압은 지표면이 없어도 존재할 수 있으며, 북반구의 여름 동안 열대 상부 대류권 기압골 바닥에서 튀어나올 수 있다. 사이클론은 화성, 목성, 해왕성과 같은 외계 행성에서도 목격되었다. 순환 발생은 사이클론 형성 및 강화 과정이다. 온대 저기압은 경압대라고 불리는 중위도 온도 대비가 강화된 넓은 지역에서 파도로 시작된다. 사이클론 순환이 닫히고 강화됨에 따라 이러한 구역은 수축되어 기상 전선을 형성한다. 수명 주기 후반에 온대 저기압은 차가운 기단이 따뜻한 공기를 약화시키고 차가운 핵심 시스템이 되면서 폐쇄된다. 사이클론의 경로는 2~6일의 수명주기 동안 아열대 제트기류의 방향 흐름에 따라 안내된다.
기상 전선은 온도, 습도, 밀도가 다른 두 공기 덩어리 사이의 경계를 표시하며 가장 두드러진 기상 현상과 관련이 있다. 강한 한랭전선은 일반적으로 뇌우와 악천후의 좁은 띠를 특징으로 하며 때로는 돌풍선이나 건조선이 선행될 수 있다. 이러한 전선은 순환 중심의 서쪽에 형성되며 일반적으로 서쪽에서 동쪽으로 이동한다. 온난전선은 저기압 중심의 동쪽에 형성되며 일반적으로 성층성 강수량과 안개가 발생하기 전에 발생한다. 온난전선은 사이클론 경로보다 앞서 극쪽으로 이동한다. 폐색 전선은 사이클론 수명 주기 후반에 사이클론 중심 근처에서 형성되며 종종 폭풍 중심을 둘러싼다.
열대 저기압 발생은 열대 저기압의 발달 과정을 설명한다. 열대 저기압은 상당한 뇌우 활동으로 인한 잠열로 인해 형성되며 따뜻한 중심이다. 사이클론은 온대, 아열대, 열대 단계 사이를 전환할 수 있다. 메소사이클론은 육지 위의 따뜻한 코어 사이클론으로 형성되며 토네이도 형성으로 이어질 수 있다. 용오름은 메조사이클론에서도 형성될 수 있지만 불안정성이 높고 수직 바람 전단력이 낮은 환경에서 더 자주 발생한다. 대서양과 북동태평양에서는 열대 저기압을 일반적으로 허리케인(고대 중앙아메리카 바람의 신 우라칸의 이름에서 따옴)이라고 부르고, 인도양과 남태평양에서는 사이클론이라고 부른다. 북서태평양에서는 태풍이라고 불린다. 소용돌이의 불안정성 증가는 보편적이지 않는다. 예를 들어, 크기, 강도, 습윤 대류, 표면 증발, 각 잠재적 높이에서의 잠재적 온도 값은 소용돌이의 비선형 전개에 영향을 미칠 수 있다.

## 같이 보기
- 기상학
- 태풍
- 허리케인
- 토네이도
- 열대 저기압
- 온대 저기압
- 폭풍